# Cristoforo Solari
Pour les articles homonymes, voir Famille Solari.

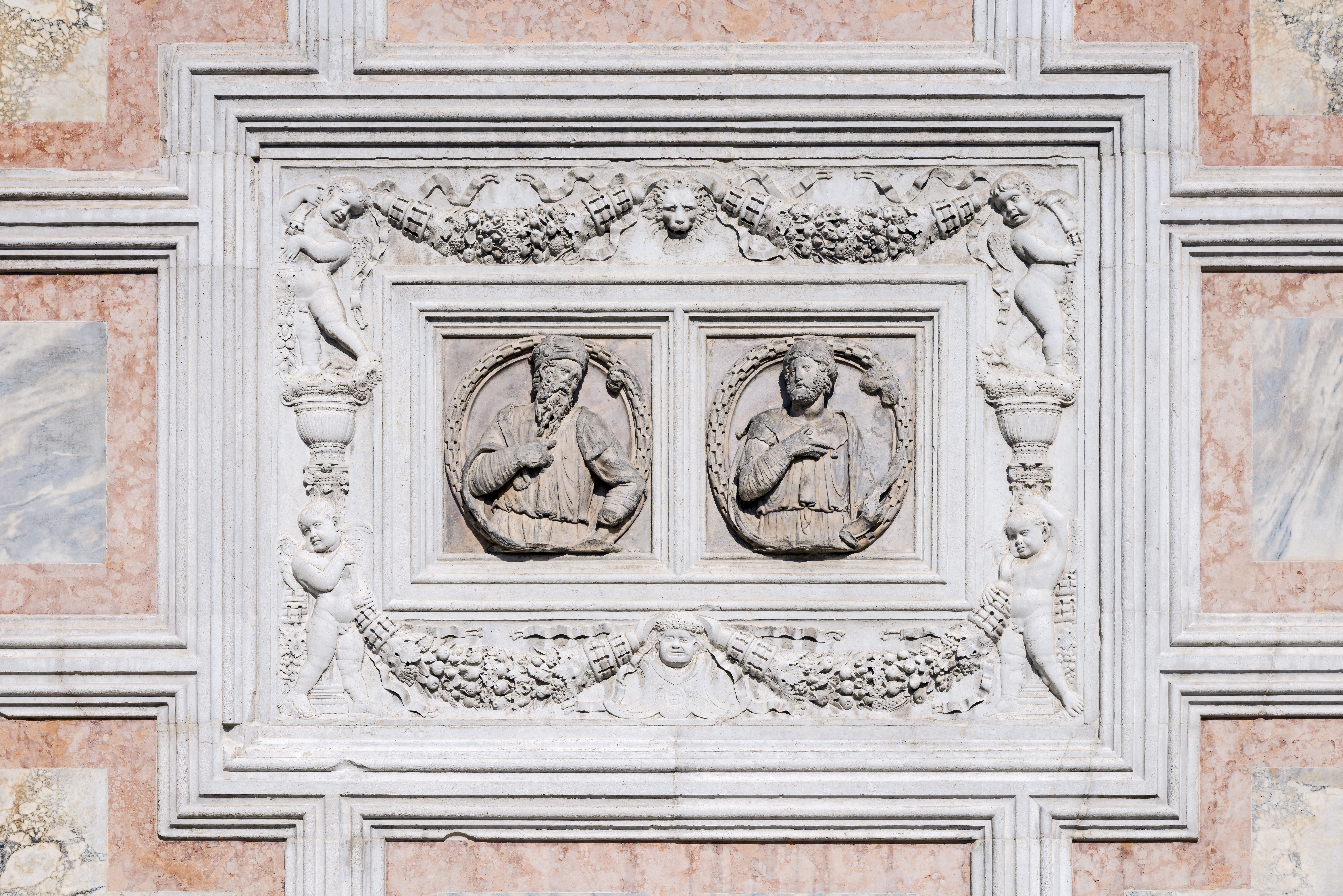
Bas-relief de l’église San Zaccaria à Venise

Cristoforo Solari (1460 – mai 1524) est un sculpteur et un architecte italien de la haute Renaissance.
Il est le frère cadet de Pietro Antonio Solari. Il est le sculpteur de la tombe de Ludovic Sforza dit « le More » et de Béatrice d'Este dans la chartreuse de Pavie.